# Ховенуип
Национальный монумент Ховенуип (англ. Hovenweep National Monument) находится на границе штатов Колорадо и Юта к западу от г. Кортес (Колорадо), США. Президент США Уоррен Хардинг объявил Ховенуип Национальным памятником США 2 марта 1923 года. Памятник состоит из 6 групп руин, созданных индейцами доколумбовой эпохи, из которых 4 находятся в Колорадо (Holly Canyon, Hackberry Canyon, Cutthroat Castle, Goodman Point) и 2 в штате Юта (Square Tower, Cajon).

## Открытие
Первыми европейцами, которые увидели Ховенуипские руины в 1854 году, были У. Д. Хантингтон и экспедиция колонистов-мормонов, хотя ещё ранее руины были известны соседним племенам юте и навахо. Название Ховенуип, означающее «пустынная долина» на языке паюте, дал руинам фотограф Уильям Генри Джексон в 1874 году.

## Культурная история
Уже 14 тыс. лет назад палеоиндейцы охотились на крупную дичь на территории Ховенуипа. Сельское хозяйство возникло в этих местах лишь около 500 г. н. э. В то время, по мнению археологов, слой плодородного грунта в этом регионе был глубже, частота осадков — выше, а температура — более умеренной, чем в настоящее время, поэтому в те годы в Ховенуипе наблюдался устойчивый рост населения. Местная сельскохозяйственная культура считается субкультурой племён Меса-Верде, входивших в состав культуры анасази.
В период 1150—1200 гг. обитатели Ховенуипа начали строить крупные пуэбло вокруг башен в каньонах. Они сооружали дамбы и водохранилища и перемещали свои поля в те места, где водными ресурсами можно было управлять. Также они строили крупные каменные башни, жилые кварталы и укрытия для родников и посевов. Хорошим примером такой древней общины пуэбло на месе (горном плато) является Гудмен-Пойнт в Колорадо, сооружённый во второй половине XIII века, вокруг которого обнаружено несколько меньших археологических поселений.
Местные жители культивировали кукурузу, бобы, тыкву и ряд других местных культур на террасных полях. Были созданы примитивные мелиорационные рвы для отвода воды к местам, где выращивались такие съедобные растения, как Cleome serrulata (en:beeweed), физалис, съедобные виды осоки, ваточник, корень рогоза и дереза обыкновенная (волчьи ягоды). Кроме того, жители Ховенуипа занимались охотой и собирательством, которые играли вспомогательную роль в их рационе. Со временем, по мнению археологов, изменение климата и перенаселение привели к крупномасштабному экономическому кризису.
При строительстве домов и башен в Ховенуипе индейские строители не выравнивали почву, но приспосабливали конструкцию зданий под особенности скалистого рельефа, что требовало незаурядного архитекторского мастерства. Формы башен довольно разнообразны: встречаются D-образные, квадратные, овальные и круглые сечения.
Назначение башен остаётся предметом дискуссий, поскольку доступ к ним был сложен, в каждой бышне было несколько окон или узких смотровых отверстий. Башни были нередко соединены с кивой, обычно через тоннель. Расположение смотровых щелей и дверей в Ховенуипском «замке» (группа башен с квадратным основанием), возможно, связано с солнечным календарём: здание расположено так, что свет солнца просвечивал здание насквозь во время солнцестояний и равноденствий.
Пуэбло в Ховепвипе было покинуто в самом конце 13 века, вероятно, в результате засухи, охватившей весь регион Четыре Угла, где к 1350 году свои места обитания покинули жители практически всех древних поселений. Археологические и культурные данные позволяют предположить, что жители региона мигрировали на юг и восток в долины рек Малая Колорадо и Рио-Гранде.
Около 1620—1650 гг. в регион прибывают кочевники — носители одного из южно-атабаскских языков, получившие от испанцев название «навахо»; они вытесняют пуэбло с большинства их территорий. На регион также часто совершают набеги индейцы юте.